# Kirsten Miller
Ne doit pas être confondu avec Kristen Miller.
Pour les articles homonymes, voir Miller.
Œuvres principales
- Série Kiki Strike
- Série Cauchemars

Kirsten Miller, née en 1973, est une écrivaine américaine, connue pour être l'auteur de la série Kiki Strike. Elle vit actuellement à New York[Quand ?].

## Œuvres

### SérieKiki Strike
1. Dans la cité clandestine, Pocket Jeunesse, 2009 ((en) Inside the Shadow City, 2006), trad. Julie Lafon, 458 p.  (ISBN 978-2-266-17901-0)
2. La Tombe de l'impératrice, Pocket Jeunesse, 2009 ((en) The Empress's Tomb, 2007), trad. Julie Lafon, 431 p.  (ISBN 978-2-266-18845-6)
3. (en) The Darkness Dwellers, 2013

### SérieThe Eternal Ones
1. (en) The Eternal Ones, 2010
2. (en) All You Desire, 2011

### SérieCauchemars
Cette série est coécrite avec Jason Segel.
1. Cauchemars, Bayard Jeunesse, 2017 ((en) Nightmares!, 2014), trad. Marion Roman, 352 p.  (ISBN 978-2-747-06184-1)
2. SOS zombies en détresse, Bayard Jeunesse, 2018 ((en) The Sleepwalker Tonic, 2015), trad. Marion Roman, 352 p.  (ISBN 978-2-747-08293-8)
3. (en) The Lost Lullaby, 2016

### Romans indépendants
- (en) How to Lead a Life of Crime, 2013
- (en) Lula Dean's Little Library of Banned Books, 2024